# 卡皮拉諾吊橋公園
卡皮拉諾吊橋公園（Capilano Suspension Bridge）位於加拿大北溫哥華區內，是以一座橫越卡皮拉諾河的簡單懸索橋為主的收費觀光景點。長度為140公尺(460英尺)距離河流高度為70公尺(230英尺)，每年約有800,000人次到此參觀。

## 卡皮拉諾吊橋

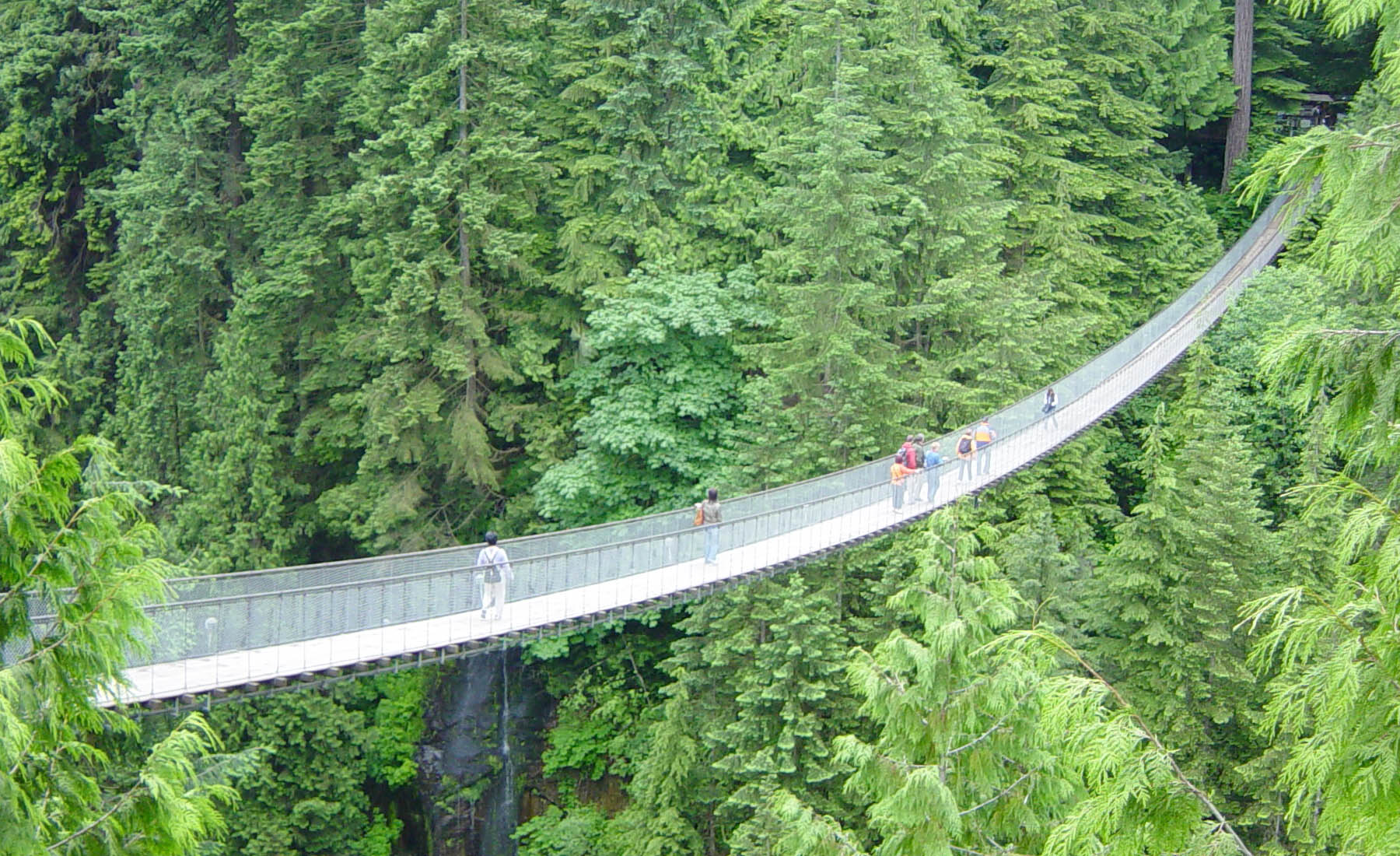
卡皮拉諾吊橋

卡皮拉諾吊橋於1888年首次築建，並經過多次改建或重建，包括以混凝土加固橋墩、以鋼索取代繩索等。現時吊橋建於1956年，位於卡皮拉諾河上方70米，共長136米。